# Beltrán de la Cueva (viceré 1478)
Beltrán de la Cueva (in spagnolo: Beltrán II de la Cueva y Toledo; Cuéllar, 1478 – Toledo, 11 febbraio 1560) è stato un politico e diplomatico spagnolo.

## Biografia
Nato nel Castello di Cuéllar, Beltrán era il figlio di Francisco Fernández de la Cuevaza, e di sua moglie, Francisca Álvarez de Toledo, figlia di García Álvarez de Toledo y Carrillo.
Alla morte del padre, nel 1526, gli successe come duca di Alburquerque, conte di Ledesma e conte di Huelma.

## Carriera
Servì Carlo I durante la Rivolta dei comuneros, prendendo parte alla Battaglia di Villalar, insieme al fratello Luis e il cugino Alonso.
Era un abile politico e diplomatico, occupandosi del controllo delle Fiandre e delle trattative di pace con Enrico VIII, nella guerra contro Francesco I di Francia. Ha partecipato alla conquista della Navarra, di Castiglia e dell'Aragona contro la Francia, dove rinchiuse alcuni cavalieri francesi, alla periferia della città di Pamplona, nel 1521. La sua performance impressionò Carlo I che lo ha nominato comandante in capo delle forze spagnole, il 23 maggio 1522. Con la carica di comandante in capo ha partecipato alla Battaglia di San Marcial nel 1522. Infine, nel 1535 fu nominato Viceré d'Aragona, con il grado di tenente e comandante in capo, che ha ricoperto fino al 1539.

### Enrico VIII
Per la sua performance nella guerra contro la Francia, impressionò il monarca inglese, tanto che quest'ultimo chiese all'imperatore di mandarlo alla sua corte, che raggiunse nel 1544. Fu nominato generale dell'esercito inglese dalla regina Maria I. Prese parte al consiglio reale, stabilendosi in una casa accanto a St. James's Palace.
Ha partecipato alle campagne inglesi, occupando un posto di rilievo, dopo il Re d'armi e prima di Thomas Manners, I conte di Rutland. Ha preso parte all'importante resa di Boulogne come diplomatico nei negoziati per garantire più da interessi spagnoli che inglesi, dopo aver passato sei mesi sotto assedio.
Nel 1552 ricoprì la carica di Viceré di Navarra.

## Matrimonio
Fin da bambino suo padre cercò di combinare il suo matrimonio con Giovanna d'Aragona, figlia di Alfonso d'Aragona, figlio illegittimo di Ferdinando II d'Aragona, ma per ragioni che non si conoscono sposò Juan de Borja.
Sposò Isabel Téllez-Girón (?-11 novembre 1544), figlia di Juan Téllez-Girón, II conte di Ureña. Ebbero cinque figli:
- Francisco Fernández de La Cueva (1510-1563), sposò in prime nozze Constanza de Leiva, non ebbero figli, e in seconde nozze Isabel de la Cueva, ebbero una figlia;
- Juan de la Cueva;
- Francisca de la Cueva (?-11 febbraio 1572), sposò in prime nozze Bernardo de Sandoval, non ebbero figli, e in seconde nozze Claudio de Quiñones, non ebbero figli;
- Gabriel de la Cueva (1515-1571), sposò Juana de la Lama, ebbero due figlie;
- Leonor de la Cueva (1530-22 giugno 1552), sposò Pedro Fernando de Castro Andrade, ebbero cinque figli.

## Morte
Morì l'11 febbraio 1560 a Toledo. Fu sepolto nella cappella del Monastero di San Francesco a Cuéllar.